# Cyphotylus
Cyphotylus är ett släkte av mångfotingar. Cyphotylus ingår i familjen fingerdubbelfotingar.
Kladogram enligt Catalogue of Life:
| Cyphotylus | \| \| Cyphotylus prolatus \| \| \| \| \| \| Cyphotylus proletus \| \| \| \| |
|            | \| \| Cyphotylus prolatus \| \| \| \| \| \| Cyphotylus proletus \| \| \| \| |
|            | Cyphotylus prolatus                                                         |
|            |                                                                             |
|            | Cyphotylus proletus                                                         |
|            |                                                                             |